# 신천지 (잡지)
신천지(新天地)는 서울신문에서 발간하였던 잡지이다. 1946년에 창간하였다. 한국전쟁이 일어나 휴간하였다가, 1951년 12월 속간한 뒤 다 일시 휴간을 한 후 1954년 12월부터 다시 속간하여 1954년 말까지 발행을 계속하였다.

## 같이 보기
- 서울신문